# Dave Charlton
Dave Charlton (Brotton, Yorkshire, Inglaterra, 27 de outubro de 1936 - Joanesburgo, África do Sul, 24 de fevereiro de 2013) foi um automobilista sul-africano.
Participou de 13 Grandes Prêmios de Fórmula 1 pelas equipes Team Lotus, Brabham e McLaren.